# Famille von Ungern-Sternberg
La famille von Ungern-Sternberg est une famille de la noblesse germano-balte qui s'illustra, notamment en Russie, dans le domaine militaire.

## Histoire

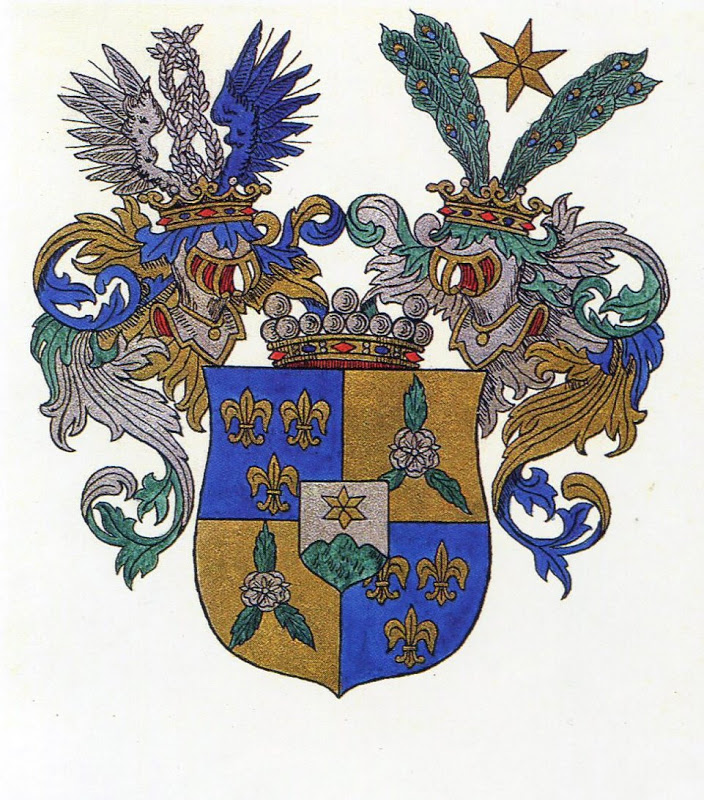
Armoiries des Ungern-Sternberg

C'est au Moyen Âge qu'est cité un certain Johannes dictus de Hungaria (Jean dit de Hongrie) : le puissant évêque de Riga lui octroie un vaste domaine en Sémigalie. La famille essaime ensuite en Courlande et en Estland (Estonie). Elle ajoute le nom de Sternberg en 1593.
Une branche des Ungern-Sternberg, celle issue de Swanenburg, obtient l’indigénat du grand-duché de Bade en 1819. Une autre s'installe en Saxe en 1913.
Le pape Clément VII accorde des armoiries à Jürgen von Ungern, le 16 mai 1533, ainsi que le jus ceræ rubæ, c'est-à-dire le privilège, réservé aux cardinaux et aux princes d'Empire, d'avoir des sceaux rouges et la famille se voit en même temps octroyée le titre de baron du Saint-Empire, avec la baronnie de Pürkel.
Une autre branche des Ungern-Sternberg est élevée au rang de baron suédois en 1653 et en 1660. Ces titres sont reconnus dans les provinces baltes de l'Empire russe par la suite au XVIIIe siècle, puis dans tout l'Empire russe en 1885. Certains membres sont élevés au titre de comte.
La famille von Ungern-Sternberg partage les mêmes armoiries que les barons, puis comtes et princes von Lieven. Avec les Tiesenhausen, les Uexküll et les Rosen, ils faisaient autrefois partie des quatre familles baltes que l’on appelait les « Quatre de la main réunie ».

## Personnalités
- Reinhold von Ungern-Sternberg, président de l'Assemblée de la noblesse d'Estonie suédoise de 1667 à 1671
- Mathias Alexandre von Ungern-Sternberg (1689–1763), officier et homme politique au service du royaume de Suède
- Wilhelm von Ungern-Sternberg, chambellan du grand-duc de Bade, conseiller secret et intendant du théâtre de Mannheim
- Anna von Ungern-Sternberg (1769–1846), fille du commandant de la forteresse de Reval et épouse du comte Alexeï Bobrinski
- Alexander von Ungern-Sternberg (1806–1868) poète, conteur et peintre allemand
- Eduard von Ungern-Sternberg (1836–1904), écrivain et homme politique
- Konstantin von Ungern-Sternberg, président de l'Assemblée de la noblesse du gouvernement d'Estland, de 1854 à 1857
- Gustav von Ungern-Sternberg, président de l'Assemblée de la noblesse d'Estland, de 1869 à 1871
- Arthur von Ungern-Sternberg (1885–1949), théologien luthérien
- Nikolai Robert Maximilian von Ungern-Sternberg (1885–1921), général de l'Armée russe blanche, dit le baron sanglant, ou le baron fou.
- Robert von Ungern-Sternberg (1886–1921), propriétaire terrien et haut fonctionnaire de l'Empire russe
- Jürgen von Ungern-Sternberg (1940-2025), historien médiéviste
- Thomas von Ungern-Sternberg (né en 1952), économiste et ex-doyen de la faculté d'économie de l'Université de Lausanne

## Domaines

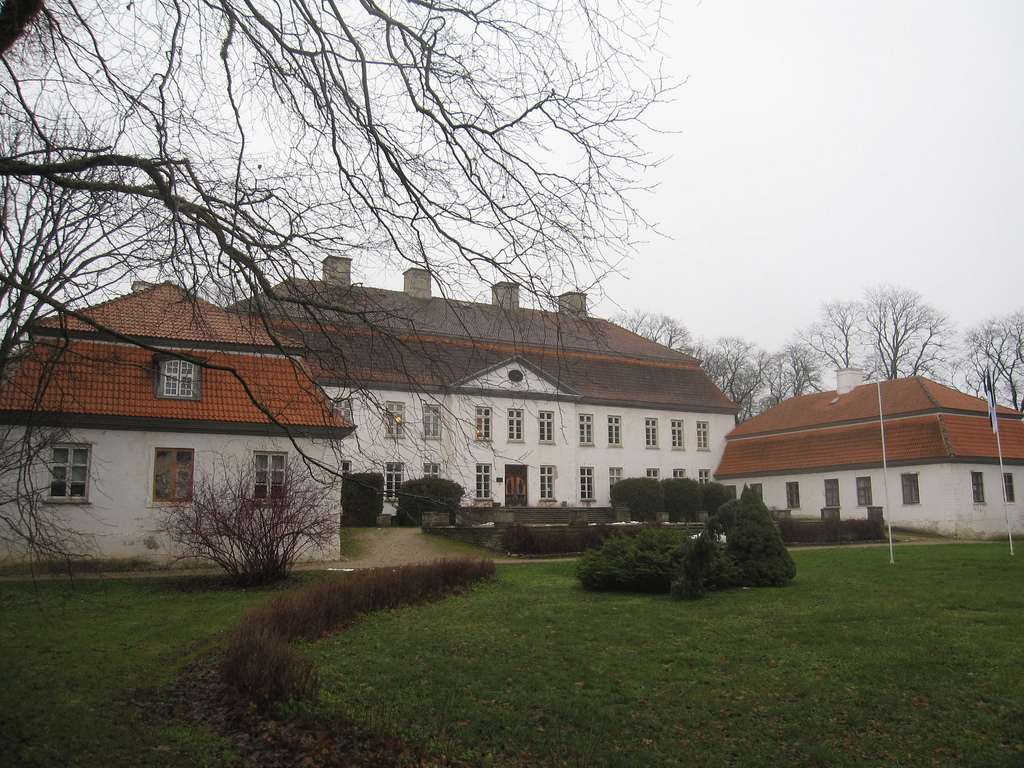
Vue du manoir de Grossenhof

Parmi les domaines ayant appartenu à la famille, on peut distinguer :
- Château d'Annia
- Manoir de Grossenhof (dans l'île de Dägo) du milieu du XVIIIe siècle jusqu'en 1919
- Château d'Hark (aujourd'hui à Harku en Estonie) de 1832 à 1892
- Manoir de Jess, du XIXe siècle à 1919